# 나카가와라촌
나카가와라촌(中川原村)은 효고현 쓰나군에 있던 촌이다. 현재의 스모토시에 해당한다.

## 역사
- 1889년 4월 1일 - 정촌제 시행에 의해 3촌의 구역을 가지고 성립하였다.
- 1955년 3월 31일 - 스모토시에 편입, 동일 나카가와라촌은 폐지되었다.

## 교통

### 도로
- 국도 제28호선

## 참고문헌
- 角川日本地名大辞典 28 兵庫県